# 15 let jsem Na Kovárně na plech
15 let jsem Na Kovárně na plech je kompilační 2 CD české rockové skupiny Tři sestry z roku 2000.

## Seznam skladeb
CD 1
| Pořadí | Název                      | Autor                   | Český text | Délka |
| ------ | -------------------------- | ----------------------- | ---------- | ----- |
| 1.     | Ztráta imunity             | Tři sestry              |            | 1:45  |
| 2.     | Nechci do ústavu           | Tři sestry              |            | 1:46  |
| 3.     | ’63                        | Tři sestry              |            | 3:06  |
| 4.     | O strašlivé vojně s Turkem | Tři sestry              |            | 2:46  |
| 5.     | Král Šumavy                | Tři sestry              |            | 2:48  |
| 6.     | Kelti                      | Tři sestry              |            | 1:58  |
| 7.     | Konec Bulla Máchy          | Iggy Pop, Steve Jones   | Tři sestry | 2:48  |
| 8.     | Básník                     | Tři sestry              |            | 2:41  |
| 9.     | Don’t drink & drive        | Tři sestry              |            | 2:03  |
| 10.    | Na srazu                   | Tři sestry              |            | 2:03  |
| 11.    | Sovy v mazutu              | Tři sestry              |            | 3:05  |
| 12.    | Lidojedi                   | Tři sestry              |            | 2:35  |
| 13.    | Venda                      | Iggy Pop, Iggy Pop      | Tři sestry | 2:03  |
| 14.    | Veselej R'n'R              | Tři sestry              |            | 2:03  |
| 15.    | Hrábě                      | Tři sestry              |            | 1:54  |
| 16.    | Plesový ráno               | Tři sestry              |            | 2:47  |
| 17.    | Dá dá dá                   | Stephan Remmler, Kralle | Tři sestry | 2:03  |
| 18.    | Kovárna III.               | Tři sestry              |            | 2:10  |
| 19.    | Mexiko Remix               | Tři sestry              |            | 3:54  |
| 20.    | Budapešť                   | Tři sestry              |            | 3:03  |
| 21.    | Pijánovka                  | Tři sestry              |            | 2:29  |
| 22.    | Život je takovej           | Tři sestry              |            | 2:56  |
| 23.    | Zelená                     | Tři sestry              |            | 3:06  |
| 24.    | Lepší časy                 | Tři sestry              |            | 3:25  |
| 25.    | O melouny boj              | Tři sestry              |            | 2:15  |
| 26.    | Kovárna I.                 | Tři sestry              |            | 3:55  |
| 27.    | Svatozář                   | Tři sestry              |            | 3:48  |

CD 2
| Pořadí | Název                  | Autor                                              | Český text | Délka |
| ------ | ---------------------- | -------------------------------------------------- | ---------- | ----- |
| 1.     | Bajkonur               |                                                    |            | 4:02  |
| 2.     | Do kotle na fotbal     |                                                    |            | 2:20  |
| 3.     | Whisky do mozku        | Tři sestry                                         |            | 3:16  |
| 4.     | Ondra                  | Tři sestry                                         |            | 2:16  |
| 5.     | Dederon                | Uwe Fahrenkrog-Petersen, Carlo Karges              | Tři sestry | 3:54  |
| 6.     | Zkomoliny              | Nicky Chinn/Mike Chapman, Nicky Chinn/Mike Chapman | Tři sestry | 3:21  |
| 7.     | Mercedes Benz          | John Lennon a Plastic Ono Band                     |            | 3:54  |
| 8.     | Smutný tambor          | Tři sestry                                         |            | 2:26  |
| 9.     | Další divnej sál       | Tři sestry                                         |            | 2:21  |
| 10.    | Ta naše rytmika - LIVE | Tři sestry                                         |            | 2:25  |
| 11.    | Večírek - LIVE         | Tři sestry                                         |            | 2:34  |
| 12.    | Kovárna - LIve         | Tři sestry                                         |            | 3:57  |

## Obsazení
- Lou Fanánek Hagen – zpěv
- Cvanc – kytara
- Ronald Seitl – kytara
- Ing. Magor – baskytara
- Franta Vrána – bicí
- Supice – harmonika